# North Salt Lake
North Salt Lake è un comune degli Stati Uniti d'America, nella Davis nello Stato dello Utah.